# Université du Wisconsin à Parkside
L'université du Wisconsin à Parkside (anglais : University of Wisconsin–Parkside) est une université située à Kenosha, dans le Wisconsin.